# Paul Mourousy
Paul Mourousy, né le 17 mars 1915 à Paris et mort le 6 octobre 2002 à Murs, est un écrivain français, connu surtout pour ses romans historiques ayant pour cadre la Russie tsariste.

## Biographie
Il est le fils du prince Constantin Mourousy et de son épouse, née Andrée Boutolle (fille du général français Raoul Boutolle). Constantin Mourousy était le petit-fils du chambellan d'Alexandre III et neveu du prince Alexandre Mourousy, proche de la famille impériale russe et aide de camp de l'empereur Nicolas II. Son père, le prince Constantin, est l'un des derniers diplomates de la Russie impériale en Europe occidentale.
Paul Mourousy fut également un des pionniers de l'aviation russe.
Il épouse, le 8 mars 1941 à Paris 6e, Simone Chevallier (1907-1980), dont il eut un fils, le prince Constantin Mourousy (1942), président de l'Association européenne de Saint-Vladimir (Ассоциация Святого Владимира). Il divorce en 1960.
Il est également apparenté au journaliste Yves Mourousi[réf. nécessaire].

## Œuvres

### Romans historiques
- Jeanne d'Arc et son double, Éditions du Rocher, 2003
- Charlotte du Mexique, Éditions du Rocher, 2002
- Cyrano de Bergerac, illustre mais inconnu, Éditions du Rocher, 2000
- Lénine, autopsie d'un dictateur, Éditions du Rocher, 1999
- Le Chevalier d'Eon, un travesti malgré lui, Éditions du Rocher, 1998
- Le Tsar Paul Ier, la puissance et la peur, Éditions du Rocher, 1997
- La Confession de Raspoutine, Éditions du Rocher, 1995
- Lénine, la cause du mal, Éditions Perrin, 1992
- Alexandre III et la France, Éditions France-Empire, 1990
- Potemkine, mystique et conquérant, Éditions France-Empire, 1988
- Alexandra Feodorovna, la dernière tsarine, Éditions France-Empire, 1987 – Prix Renaissance
- Catherine II, impératrice de toutes les Russies, Éditions France-Empire, 1986
- Raspoutine, Éditions France-Empire, 1985 – Prix d’histoire de l’Académie française et prix Sévigné européen Louise Weiss, réédité cette année à France-Empire, à l'aide de confidences d'un ancien de la police secrète du tsar Nicolas II.

### Romans
- Fedor Romaïloff a disparu, Presses de la Cité, 1990
- Le Bal des méprises, Éditions Paul Mari
- Il était une bergère, Nouvelles Éditions de Paris
- Les Sublimes inutiles, Éditions Janicot
- La Flamme et son reflet, Nouvelles Éditions de Paris
- Le Bandeau de lumière, La Renaissance du Livre

### Poésie
- Le Poète et l’île, Nouvelles Éditions de Paris
- Fleurs de nuit, Nouvelles Éditions de Paris
- Printemps inquiets, Nouvelles Éditions de Paris
- Tendres erreurs, Éditions La courte échelle
- L'Éternel départ, Éditions Nicolas Imbert
- Les Sonnets de l’autre, Collection des amitiés françaises

### Théâtre
- Le Roi sans amour, Éditions Lanson, mise en scène Robert Favart, Théâtre des Bouffes du Nord, 1946

### Essais
- Jean Lorrain, Nouvelles Éditions de Paris

## Prix
- Prix Renaissance des lettres 1988[4].